# Gagra (stad)
Gagra (Georgisch: გაგრა; Abchazisch: Га́гра; Russisch: Гагра) is een stad in de Georgische autonome en feitelijk afgescheiden republiek Abchazië. De stad is het centrum van het gelijknamige district en bevindt zich aan de Zwarte Zee, ongeveer 80 kilometer ten noorden van de Abchazische hoofdstad Soechoemi en 26 kilometer van de Russische grens. Gagra is de tweede grote plaats van Abchazië en stond in de Sovjet-Unie bekend als een balneologisch kuuroord.

## Demografie

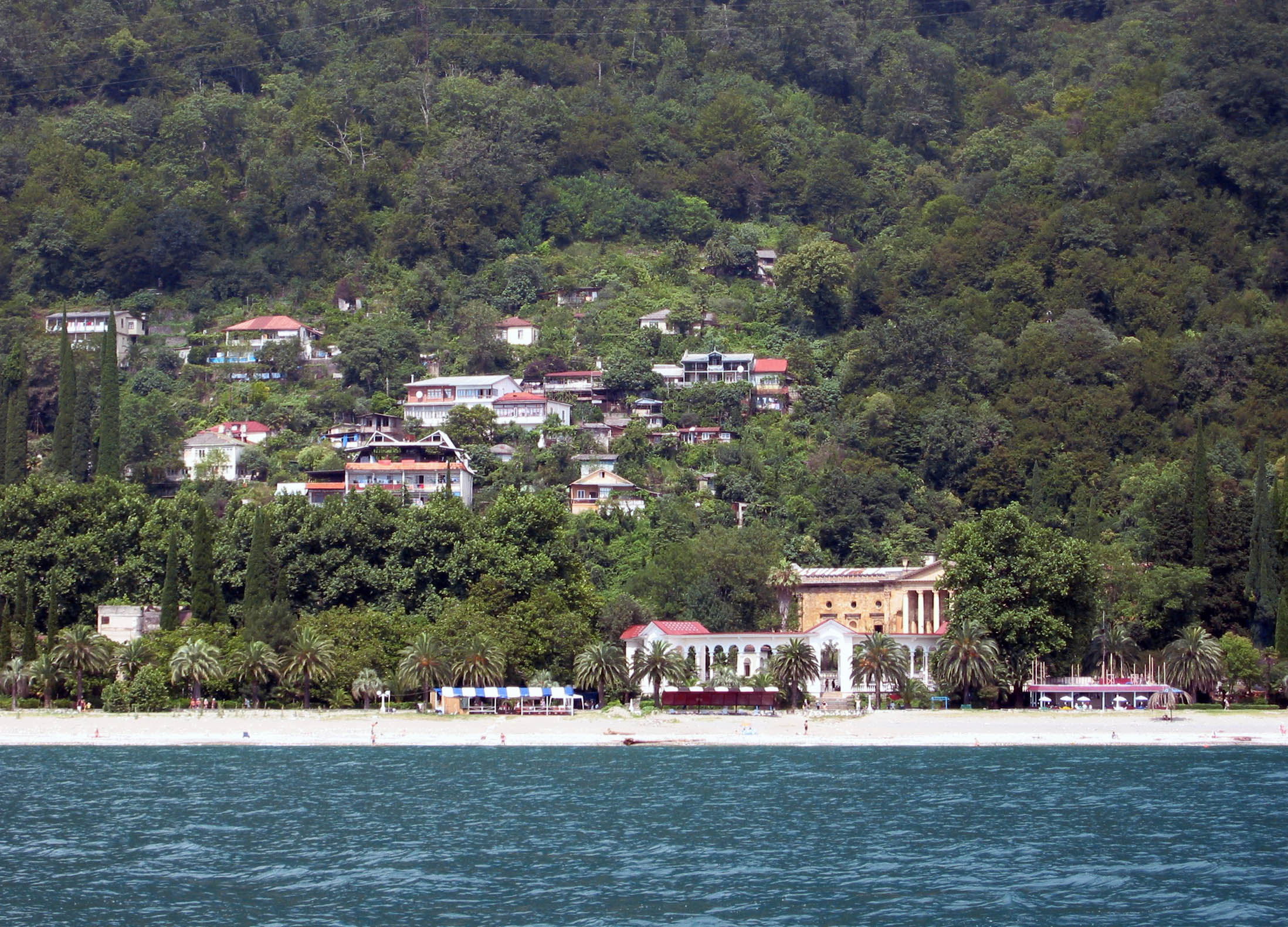
Colonnade aan de noordkant van Gagra

Op 1 januari 2022 telde Gagra 11.807 inwoners, een daling van 4,5% ten opzichte van de volkstelling van 2011. In de jaren 1990 verloor de stad 60% van de bevolking door het Georgisch-Abchazisch conflict en het uiteenvallen van de Sovjet-Unie.
De Abchaziërs zijn volgens de volkstelling van 2011 in Gagra in de meerderheid (52,8%), op afstand gevolgd door de Armeniërs (19,5%) en Russen (19,0%). Gedurende de Sovjet-periode waren de Russen de grootste bevolkingsgroep in Gagra. Georgiërs waren toen de tweede grote groep, maar zij zijn door het Georgisch-Abchazisch conflict voor het grootste deel verdreven. Naast deze vier etnische groepen woonde er ook een Griekse gemeenschap.
| Aantal | 3.659 | 9.808 | 14.023 | 23.025 | 24.409 | 26.636 | 10.717 | 12.364 | 11.807 |  |  |  |  |  |
| |       |       |        |        |        |        |        |        |        |  |  |  |  |  |
| Abchaziërs | 4,8%  | 3,8%  | 3,3%   | 5,8%   | 9,0%   | 11,2%  | -      | 52,8%  | -      |  |  |  |  |  |
| Armeniërs | 9,2%  | 11,3% | 12,9%  | 17,3%  | 20,5%  | 19,4%  | -      | 19,5%  | -      |  |  |  |  |  |
| Georgiërs | 17,6% | 10,9% | 18,7%  | 22,0%  | 26,0%  | 28,1%  | -      | 2,7%   | -      |  |  |  |  |  |
| Russen | 40,0% | 48,8% | 51,0%  | 42,1%  | 35,0%  | 30,5%  | -      | 19,0%  | -      |  |  |  |  |  |
| Verantwoording data: 1926-2011. Volkstellingen 2003 en 2011, jaaropgave 1 januari 2022. Noot: De Abchazische cijfers vanaf 1994 worden niet erkend door Georgië. |       |       |        |        |        |        |        |        |        |  |  |  |  |  |

## Vervoer
Gagra ligt aan de Georgische S1 / E97, de belangrijkste hoofdroute door Abchazië en verbindt de stad met hoofdstad Soechoemi naar het zuidoosten en de Russische grens bij Leselidze in het noordwesten. Gagra heeft sinds de jaren 1930 een station in de Sotsji - Soechoemi spoorlijn.

### Gagra-tunnels
In de jaren 1980 werd in Gagra een randweg gebouwd om transit-verkeer over de Sovjet-hoofdroute M-27, tegenwoordig de Georgische S1, uit de badplaats te houden. Deze randweg zou oorspronkelijk door vier tunnels gebouwd worden, maar daarvan werden er uiteindelijk twee gecompleteerd van 1200 en 800 meter lang. De derde tunnel was in aanbouw toen de Sovjet-Unie uiteenviel en de bouw afgebroken werd. Deze tunnel was op dat moment vanuit het zuiden voor 1300 meter uitgegraven en aan de noordzijde voor 300 meter. De bouw van de vierde tunnel was nog niet begonnen. De onvoltooide derde tunnel is in de 21e eeuw een trekplaats voor urbexers.
Tijdens de Georgisch-Abchazisch burgeroorlog werd de korte brug tussen de eerste en tweede tunnel opgeblazen, waardoor de bypass feitelijk onbruikbaar werd. In 2013 werd de brug herbouwd, werden beide tunnels gerenoveerd en werden ze daarna weer opengesteld voor het verkeer.

## Geboren in Gagra
Verschillende Georgische (of Russische) profvoetballers werden in Gagra geboren, waaronder: Georgi Sitsjinava (1944), Gotsja Gavasjeli (1947-1997), Andrej Tsjekoenov (1966), Giorgi Tsjichradze (1967), Beslan Adzjindzjal (1974), Roeslan Adzjindzjal (1974), German Koetarba (1978), Anri Chagoesj (1986),